# Ptychorrhoe confirmata
Ptychorrhoe confirmata är en fjärilsart som beskrevs av Paul Dognin 1892. Ptychorrhoe confirmata ingår i släktet Ptychorrhoe och familjen mätare. Inga underarter finns listade.